# Camarote
O camarote é a estrutura evidenciada em um espetáculo musical, teatral ou danceteria, onde é acolhido um público em geral pequeno e VIP, com instalações mais confortáveis em relação às áreas destinadas ao restante da plateia. Em geral os ocupantes dos camarotes são pessoas que fazem a opção por ingresso de maior valor, específico para o camarote, ou autoridades, amigos dos artistas e pessoas consideradas mais importantes pela organização do evento.
Camarotes podem ser ocupados por grupos com determinadas afinidades, como um grupo de amigos ou familiares, ou por um grande conjunto de pessoas sem nenhuma relação mas que igualmente optaram por ingressos de camarote. Muitas pessoas preferem pagar mais caro para aproveitar um evento em um camarote devido ao grande índice de violência em ambiente popular.

## História
O conceito originou-se no teatro, onde designava, e até hoje designa, os compartimentos acima da plateia, sendo um espaço separado da pista e assim percebido como especial e exclusivo.
Com o passar do tempo, camarotes passaram a ser utilizados nas mais diferentes manifestações artísticas de massa, bem como em boates e afins. A questão da exclusividade também foi ressignificada, uma vez que na década de 2010, o tamanho somado de camarotes e outros tipos de áreas VIPs já chegava a metade da área física, ou mais comumente a uma proporção de 40% para áreas vips contra 60% do restante. Os principais motivos para a compra de um camarote seriam conforto, melhor atendimento, mas principalmente status. Em alguns estabelecimentos, surgiu o conceito de lounge, espaços onde a diferenciação entre pista e camarote não era muito clara.
No Carnaval do Rio de Janeiro, camarotes são frequentemente objeto de cobertura da mídia, por possuírem espaços dedicados a personalidades da televisão ou da música, sendo alugados por empresas que os utilizam como objeto de publicidade. Alguns famosos chegam a ser contratados para atuarem nos camarotes, assistindo ao evento principal, fazendo pequenas apresentações menores exclusivas e interagindo com o público restrito daqueles espaços.
No Brasil, a proliferação dos camarotes em espaços populares gerou discussões de cunho sociológico e passou a ser vista de forma crítica. Em São Paulo, Alexander de Almeida ganhou fama e o apelido de "Rei do Camarote" após um vídeo seu viralizar nas redes sociais, sobre suas diversas ostentações em camarotes de casas noturnas.